# Deggiano
Deggiano (IPA: /deʤˈʤano/, Degiàn in solandro) è una frazione del comune di Commezzadura in provincia autonoma di Trento.

## Storia
Deggiano è stato comune autonomo fino al 1928, anno in cui venne aggregato a Commezzadura.

## Monumenti e luoghi d'interesse
- Chiesa della Santissima Trinità (1586)[3]